# أولف ساند
أولف ساند (بالنرويجية البوكمول: Ulf Sand)‏ هو اقتصادي وسياسي نرويجي، ولد في 22 مايو 1938 في باروم في النرويج، وتوفي بنفس المكان في 29 ديسمبر 2014. حزبياً، نشط في حزب العمال. وقد انتخب Minister of Finance of Norway ‏ (8 أكتوبر 1979 – 14 أكتوبر 1981) وانتخب وزير دولة ‏.

## روابط خارجية
- أولف ساند على موقع مونزينجر (الألمانية)